# Spresiano
Spresiano ist eine nordostitalienische Gemeinde (comune) mit 12.328 Einwohnern (Stand 31. Dezember 2023) in der Provinz Treviso in Venetien. Die Gemeinde liegt etwa 13 Kilometer nördlich von Treviso auf der südlichen Seite des Piave.

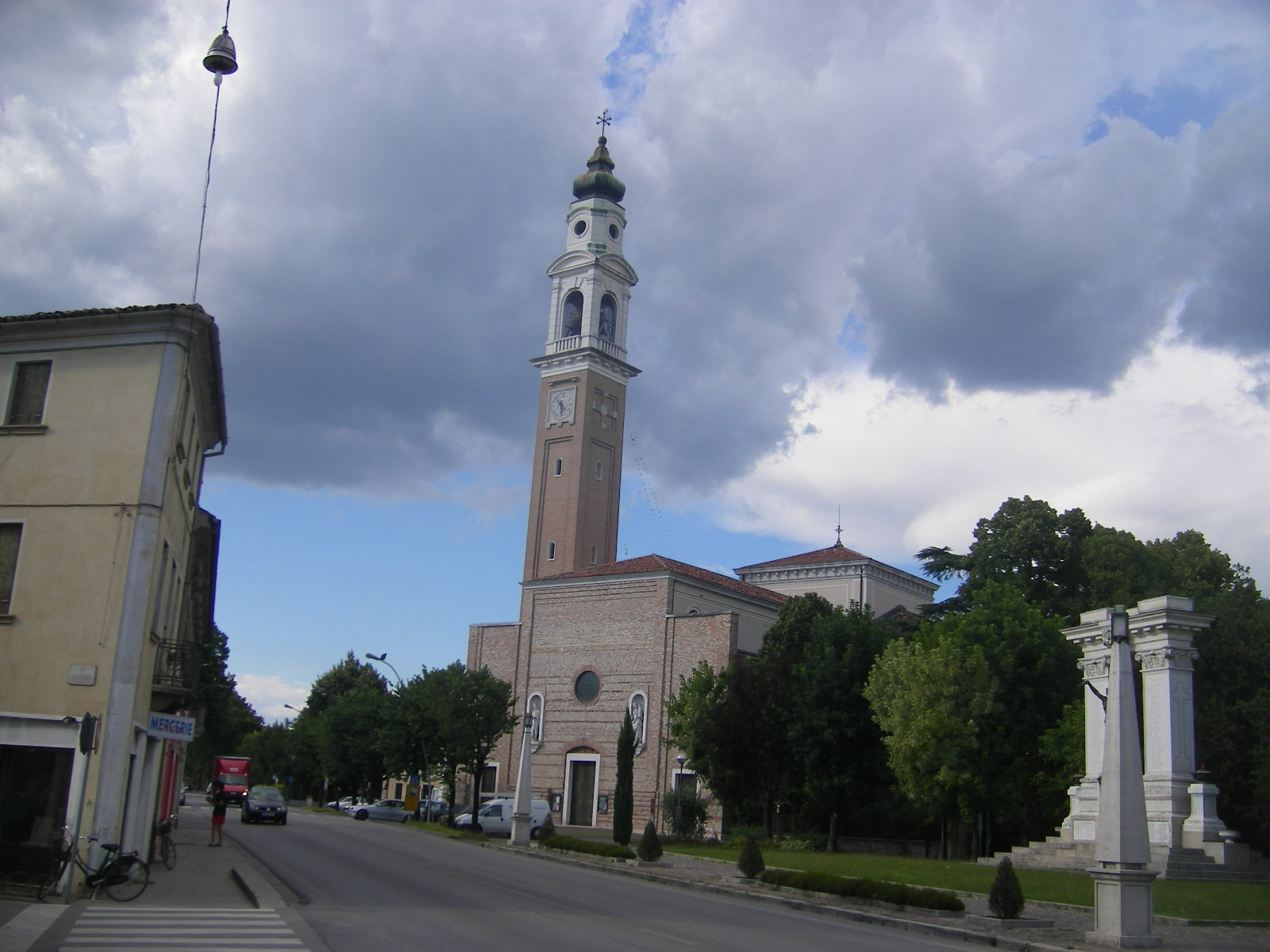
Kirche Santissima Trinità in Spresiano

## Verkehr
Spresiano liegt an der Strada Statale 13 Pontebbana auf dem südlichen Teilstück zwischen Treviso und Pordenone. Die Gemeinde wird zwar von der Autostrada A27 durchquert. Ein Anschluss besteht jedoch nicht. Spresiano liegt an der Bahnstrecke Venezia–Udine. Eine Bahnstation wird regelmäßig bedient. Bei Spresiano gibt es einen kleinen Flugplatz (Aviosuperficie Grave di Papadopoli) für die Allgemeine Luftfahrt.

## Söhne und Töchter der Gemeinde
- Luigi Sartori (1817–1844), Pianist, Komponist und Priester
- Bruno Pasut (1914–2006), Komponist, Pianist, Organist, Chorleiter, Dirigent und Musikpädagoge